# Friedrich Maier (Altphilologe)
Friedrich Maier (* 21. Oktober 1935 in Neunburg vorm Wald) ist ein deutscher Altphilologe und ein führender Fachdidaktiker der alten Sprachen.
Friedrich Maier lehrte seit 1961 an der Universität München, wo er 1970 promoviert wurde. Er war gleichzeitig Referent für Lateinunterricht am bayerischen Staatsinstitut für Schulpädagogik. 1980 wurde er zum Oberstudiendirektor im Hochschuldienst ernannt.
Von 1993 bis Wintersemester 2000/2001 war er ordentlicher Professor für die Didaktik der alten Sprachen an der Humboldt-Universität Berlin und wirkte maßgeblich auf den Wiederaufbau der alten Sprachen in den neuen Bundesländern ein. Als langjähriger Vorsitzender des Deutschen Altphilologenverbandes (1993–2001) setzte er sich an zentraler Stelle und öffentlichkeitswirksam für die Modernisierung des altsprachlichen Unterrichts ein.
Sein dreibändiges Werk Lateinunterricht zwischen Tradition und Fortschritt (1979) prägte die Fachdiskussion über Jahrzehnte.
Seine zahlreichen Textausgaben betonen stark mögliche Gegenwartsbezüge und eine pädagogisch-didaktische Aufbereitung der Lektüre. Er ist Herausgeber der fachdidaktischen Auxilia-Reihe im C.C. Buchner-Verlag mit über 50 Titeln. Als Schulbuch-Herausgeber hat er mit der CURSUS-Lehrwerksreihe über 50 Titel beim Oldenbourg Schulbuchverlag München veröffentlicht.
Für seine Verdienste um die Altphilologie wurde Friedrich Maier im Jahr 2015 das Bundesverdienstkreuz am Bande verliehen. Die Laudatio hielt der bayerische Kultusminister Ludwig Spaenle.
Maier lebt in Puchheim bei München.

## Werke
- Grotesk - Puchheimer Satiren, IDEA Verlag, Palsweis, ISBN 978-3-98886-025-5